# Korienowsk
Korienowsk (ros. Кореновск) – miasto w Rosji, w Kraju Krasnodarskim, centrum administracyjne rejonu korienowskiego.
Położony nad rzeką Lewy Bieisużiok (Бейсужёк Левый), dopływem rzeki Bieisug, 64 km od Krasnodaru.
W 1794 powstał tu kurzeń korienowski kozaków kubańskich, o nazwie przeniesionej z Siczy (Korieniwka koło Żytomierza). Od 1961 ma status miasta.